# Championnats de France d'athlétisme 1936
Navigation
Championnats 1935 Championnats 1937
Les Championnats de France d'athlétisme 1936 ont eu lieu du 11 au 13 juillet 1936 au Stade olympique Yves-du-Manoir de Colombes. 

## Palmarès
| Discipline        | Hommes             | Hommes        | Femmes             | Femmes       |
| ----------------- | ------------------ | ------------- | ------------------ | ------------ |
| 60 m              | -                  | -             | Lucienne Velu      | 8 s 0        |
| 100 m             | Robert Paul        | 11 s 0        | Marguerite Gaspard | 12 s 6       |
| 200 m             | Pierre Dondelinger | 22 s 6        | Marguerite Gaspard | 26 s 4       |
| 400 m             | Pierre Skawinski   | 48 s 6        | -                  | -            |
| 800 m             | René Soulier       | 1 min 54 s 6  | Suzanne Lenoir     | 2 min 27 s 0 |
| 1 500 m           | Robert Goix        | 3 min 56 4    | -                  | -            |
| 5 000 m           | Raymond Lefèbvre   | 14 min 56 s 4 | -                  | -            |
| 10 000 m          | Lucien Tostain     | 31 min 33 s 2 | -                  | -            |
| 80 m haies        | -                  | -             | Yvonne Mabille     | 13 s 2       |
| 110 m haies       | Henry Bernard      | 15 s 4        | -                  | -            |
| 400 m haies       | Prudent Joye       | 54 s 2        | -                  | -            |
| 3 000 m steeple   | Roger Cuzol        | 9 min 44 s 6  | -                  | -            |
| Saut en longueur  | Robert Paul        | 7,24 m        | Madeleine Renaud   | 5,51 m       |
| Triple saut       | Jean Nichil        | 12,89 m       | -                  | -            |
| Saut en hauteur   | Louis Thiébert     | 1,78 m        | Marguerite Crépin  | 1,56 m       |
| Saut à la perche  | Pierre Ramadier    | 3,90 m        | -                  | -            |
| Lancer du poids   | Jules Noël         | 14,35 m       | Anne-Marie Avond   | 10,16 m      |
| Lancer du disque  | Jules Noël         | 45,57 m       | Lucienne Velu      | 32,70 m      |
| Lancer du marteau | Robert Saint-Pé    | 46,31 m       | -                  | -            |
| Lancer du javelot | Louis Ducher       | 57,78 m       | Yolande Behr       | 31,19 m      |
| Décathlon         | Hervé Mahé         | 5 890 pts     | -                  | -            |